# Fuentecaliente (Corvera)
Fuentecaliente (en asturiano y oficialmente: Fontecaliente) es una casería que pertenece a la parroquia de Cancienes en el concejo de Corvera de Asturias (Principado de Asturias). Se encuentra a 280 m s. n. m. y está situada a 2,50 km de la capital del concejo, Nubledo. 

## Población
En 2020 contaba con una población de 5 habitantes (INE 2020) repartidos en 2 viviendas.